# Electroforesis de ácidos nucleicos en gel

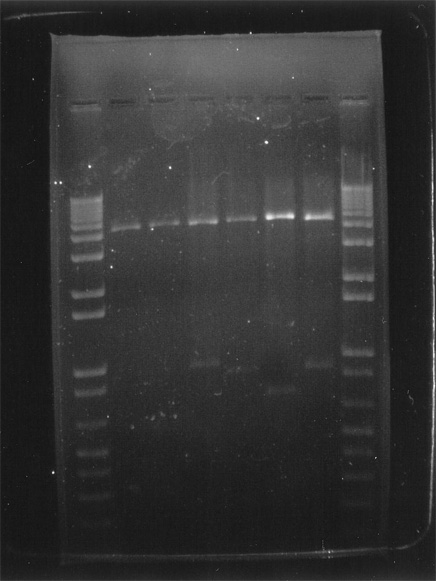
Impresión digital de una electroforesis en gel de agarosa de ADN plasmídico insertado en gato

La electroforesis de ácidos nucleicos es una técnica analítica utilizada para separar fragmentos de ADN o ARN por tamaño y reactividad. Las moléculas de ácido nucleico que se van a analizar se colocan sobre un medio viscoso, el gel, donde un campo eléctrico induce a los ácidos nucleicos (que están cargados negativamente debido a su esqueleto de azúcar-fosfato) a migrar hacia el ánodo (que está cargado positivamente porque se trata de una célula electrolítica en lugar de galvánica). La separación de estos fragmentos se consigue aprovechando las movilidades con las que moléculas de distintos tamaños pueden atravesar el gel. Las moléculas más largas migran más lentamente porque experimentan más resistencia dentro del gel. Como el tamaño de la molécula afecta a su movilidad, los fragmentos más pequeños acaban más cerca del ánodo que los más largos en un periodo determinado. Transcurrido un tiempo, se retira el voltaje y se analiza el gradiente de fragmentación. Para separaciones mayores entre fragmentos de tamaño similar, se puede aumentar el voltaje o el tiempo de funcionamiento. Las corridas prolongadas a través de un gel de bajo voltaje producen la resolución más precisa. Sin embargo, el voltaje no es el único factor que determina la electroforesis de los ácidos nucleicos.
El ácido nucleico que se va a separar puede prepararse de varias formas antes de la separación por electroforesis. En el caso de moléculas de ADN grandes, el ADN se corta con frecuencia en fragmentos más pequeños utilizando una endonucleasa de restricción del ADN (o enzima de restricción). En otros casos, como las muestras amplificadas por PCR, las enzimas presentes en la muestra que podrían afectar a la separación de las moléculas se eliminan por diversos medios antes del análisis. Una vez que el ácido nucleico se ha preparado adecuadamente, las muestras de la solución de ácido nucleico se colocan en los pocillos del gel y se aplica un voltaje a través del gel durante un tiempo determinado.

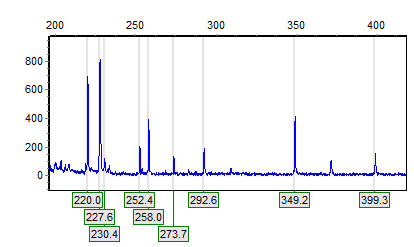
Electroferograma de ADN

Los fragmentos de ADN de diferentes longitudes se visualizan utilizando un colorante fluorescente específico para el ADN, como el bromuro de etidio. El gel muestra bandas correspondientes a diferentes poblaciones de moléculas de ácido nucleico con diferente peso molecular. El tamaño del fragmento suele indicarse en "nucleótidos", "pares de bases" o "kb" (kilo-base pair kb o kbp para miles de pares de bases) dependiendo de si se ha separado ácido nucleico monocatenario o bicatenario. La determinación del tamaño del fragmento suele hacerse por comparación con marcadores de ADN disponibles en el mercado que contienen fragmentos lineales de ADN de longitud conocida.
Los tipos de gel más utilizados para la electroforesis de ácidos nucleicos son la agarosa (para moléculas de ADN relativamente largas) y la poliacrilamida (para la alta resolución de moléculas de ADN cortas, por ejemplo en la secuenciación del ADN). Los geles se han corrido convencionalmente en un formato de "losa" como el que se muestra en la figura, pero la electroforesis capilar ha cobrado importancia para aplicaciones como la secuenciación de ADN de alto rendimiento. Las técnicas de electroforesis utilizadas en la evaluación del daño del ADN incluyen la electroforesis en gel alcalino y la electroforesis en gel de campo pulsado.
En el caso de segmentos cortos de ADN, como el ADN bicatenario de 20 a 60 pb, su paso por un gel de poliacrilamida (PAGE) proporcionará una mejor resolución (condición nativa). Del mismo modo, el ARN y el ADN monocatenario pueden pasarse y visualizarse por geles PAGE que contengan agentes desnaturalizantes como la urea. Los geles PAGE se utilizan ampliamente en técnicas como la huella de ADN, EMSA y otras técnicas de interacción ADN-proteína.
La medición y el análisis se realizan principalmente con un software especializado en análisis de geles. Los resultados de la electroforesis capilar suelen mostrarse en una vista de trazas denominada electroferograma.

## Factores que afectan la migración de ácidos nucleicos
Varios factores pueden afectar a la migración de los ácidos nucleicos: la dimensión de los poros del gel, el voltaje utilizado, la fuerza iónica del tampón y la concentración de colorante intercalante, como el bromuro de etidio, si se utiliza durante la electroforesis.

### Tamaño del ADN
El gel tamiza el ADN en función del tamaño de la molécula de ADN, por lo que las moléculas más pequeñas se desplazan más rápidamente. El ADN bicatenario se desplaza a una velocidad aproximadamente inversamente proporcional al logaritmo del número de pares de bases. Sin embargo, esta relación se rompe con fragmentos de ADN muy grandes y no es posible separarlos utilizando la electroforesis estándar en gel de agarosa. El límite de resolución depende de la composición del gel y de la intensidad del campo, y la movilidad del ADN circular más grande puede verse más afectada que la del ADN lineal por el tamaño del poro del gel. La separación de fragmentos de ADN muy grandes requiere la electroforesis en gel de campo pulsado (PFGE). En la electroforesis en gel con inversión de campo (FIGE, un tipo de PFGE), es posible que se produzca una "inversión de bandas", en la que las moléculas grandes pueden moverse más rápido que las pequeñas.

### Conformación del ADN

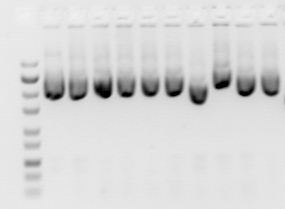
Los geles de preparaciones de plásmidos suelen mostrar una banda principal de ADN superenrollado con otras bandas más tenues en el mismo carril. Tenga en cuenta que, por convención, el gel de ADN se muestra con los fragmentos de ADN más pequeños cerca de la parte inferior del gel. Esto se debe a que históricamente los geles de ADN se corrían verticalmente y los fragmentos de ADN más pequeños se mueven hacia abajo más rápido.

La conformación de la molécula de ADN puede afectar significativamente al movimiento del ADN, por ejemplo, el ADN superenrollado suele moverse más rápido que el ADN relajado porque está fuertemente enrollado y, por tanto, es más compacto. En una preparación normal de ADN plasmídico, pueden estar presentes múltiples formas de ADN, y el gel de la electroforesis de los plásmidos normalmente mostraría una banda principal que sería la forma superenrollada negativa, mientras que otras formas de ADN pueden aparecer como bandas menores más tenues. Estas bandas menores pueden ser ADN mellado (forma circular abierta) y la forma circular cerrada relajada que normalmente se desplazan más lentamente que el ADN superenrollado, y la forma monocatenaria (que a veces puede aparecer dependiendo de los métodos de preparación) puede desplazarse por delante del ADN superenrollado. Sin embargo, la velocidad a la que se mueven las distintas formas puede cambiar si se utilizan diferentes condiciones de electroforesis, por ejemplo, el ADN lineal puede moverse más rápido o más lento que el ADN superenrollado dependiendo de las condiciones, y la movilidad del ADN circular más grande puede verse más afectada que la del ADN lineal por el tamaño del poro del gel. A menos que se utilicen marcadores de ADN superenrollado, el tamaño de un ADN circular como el plásmido puede medirse con mayor precisión después de haber sido linealizado mediante digestión de restricción.
El daño en el ADN debido al aumento de la reticulación también reducirá la migración electroforética del ADN de forma dependiente de la dosis.

### Concentración de bromuro de etidio
El ADN circular se ve más afectado por la concentración de bromuro de etidio que el ADN lineal si el bromuro de etidio está presente en el gel durante la electroforesis. Todos los ADN circulares que se producen de forma natural son subenrollados, pero el bromuro de etidio que se intercala en el ADN circular puede cambiar la carga, la longitud, así como la superhelicidad de la molécula de ADN, por lo que su presencia durante la electroforesis puede afectar a su movimiento en el gel. El aumento de bromuro de etidio intercalado en el ADN puede cambiarlo de una molécula superenrollada negativamente a una forma totalmente relajada, y luego a una superhélice enrollada positivamente en la máxima intercalación. La electroforesis en gel de agarosa puede utilizarse para resolver ADN circular con diferente topología de superenrollamiento.

### Concentración de gel
La concentración del gel determina el tamaño del poro del gel, que afecta a la migración del ADN. La resolución del ADN cambia con el porcentaje de concentración del gel. Aumentar la concentración de agarosa de un gel reduce la velocidad de migración y mejora la separación de moléculas de ADN más pequeñas, mientras que reducir la concentración del gel permite separar moléculas de ADN grandes. Para una electroforesis en gel de agarosa estándar, una concentración de gel del 0,7% proporciona una buena separación o resolución de fragmentos grandes de ADN de 5-10 kb (kilo-base pair kb o kbp), mientras que una concentración de gel del 2% proporciona una buena resolución para fragmentos pequeños de 0,2-1 kb. Se puede utilizar una concentración de gel de hasta el 3% para separar fragmentos muy pequeños, pero un gel de poliacrilamida vertical sería más apropiado para resolver fragmentos pequeños. Sin embargo, los geles de alta concentración requieren tiempos de ejecución más largos (a veces días) y los geles de alto porcentaje suelen ser quebradizos y pueden no fraguar uniformemente. Los geles de agarosa de alto porcentaje deben realizarse con PFGE o FIGE. Los geles de bajo porcentaje (0,1-0,2%) son frágiles y pueden romperse. Los geles al 1% son comunes para muchas aplicaciones.

### Campo de aplicación
A voltajes bajos, la velocidad de migración del ADN es proporcional al voltaje aplicado, es decir, cuanto mayor es el voltaje, más rápido se mueve el ADN. Sin embargo, al aumentar la intensidad del campo eléctrico, la movilidad de los fragmentos de ADN de alto peso molecular aumenta de forma diferencial, y el rango efectivo de separación disminuye, por lo que la resolución es menor a alto voltaje. Para una resolución óptima de ADN de más de 2 kb (kilo-base pair kb o kbp) de tamaño en electroforesis en gel estándar, se recomiendan de 5 a 8 V/cm. El voltaje también está limitado por el hecho de que calienta el gel y puede hacer que éste se derrita si se hace funcionar a alto voltaje durante un periodo prolongado, especialmente en el caso del gel de agarosa de bajo punto de fusión.
Sin embargo, la movilidad del ADN puede cambiar en un campo inestable. En un campo que se invierte periódicamente, la movilidad del ADN de un tamaño determinado puede disminuir significativamente a una frecuencia de ciclado concreta. Este fenómeno puede dar lugar a una inversión de bandas por la que los fragmentos de ADN más grandes se mueven más rápido que los más pequeños en PFGE.

## Mecanismo de migración y separación
La carga negativa de su columna vertebral de fosfato desplaza el ADN hacia el ánodo cargado positivamente durante la electroforesis. Sin embargo, la migración de las moléculas de ADN en solución, en ausencia de una matriz de gel, es independiente del peso molecular durante la electroforesis, es decir, no hay separación por tamaño sin una matriz de gel. 
La interacción hidrodinámica entre las distintas partes del ADN se ve interrumpida por la corriente de contraiones que se mueven en dirección opuesta, por lo que no existe ningún mecanismo que genere una dependencia de la velocidad con respecto a la longitud a una escala mayor que la longitud de cribado de unos 10 nanómetros (nm).
Por lo tanto, la matriz de gel es responsable de la separación del ADN por tamaño durante la electroforesis, aunque el mecanismo preciso responsable de la separación no está del todo claro. Existen varios modelos para el mecanismo de separación de biomoléculas en la matriz de gel, uno ampliamente aceptado es el modelo de Ogston, que trata la matriz polimérica como un tamiz que consiste en una red distribuida aleatoriamente de poros interconectados. Una proteína globular o una bobina aleatoria de ADN se mueve a través de los poros conectados lo suficientemente grandes como para acomodar su paso, y es más probable que el movimiento de moléculas más grandes se vea impedido y ralentizado por colisiones con la matriz de gel, por lo que las moléculas de diferentes tamaños pueden separarse en este proceso de tamizado.
Sin embargo, el modelo de Ogston no funciona con moléculas grandes, ya que los poros son mucho más pequeños que el tamaño de la molécula. Para moléculas de ADN de tamaño superior a 1 kb, lo más habitual es utilizar un modelo de reptación (o sus variantes). Este modelo supone que el ADN puede arrastrarse en forma de "serpiente" (de ahí lo de "reptación") a través de los poros como una molécula alargada. A mayor intensidad de campo eléctrico, esto se convierte en un modelo de reptación sesgada, en el que el extremo anterior de la molécula se vuelve fuertemente sesgado en la dirección de avance, y este borde anterior arrastra al resto de la molécula. Sin embargo, en la práctica no se observa una alineación paralela perfecta de la cadena con el campo, ya que eso significaría la misma movilidad para las moléculas largas y cortas. Un perfeccionamiento del modelo de reptación sesgada tiene en cuenta las fluctuaciones internas de la cadena.
El modelo de reptación sesgada también se ha utilizado para explicar la movilidad del ADN en PFGE. La orientación del ADN se construye progresivamente por reptación tras el inicio de un campo, y el tiempo en que alcanza la velocidad de estado estacionario depende del tamaño de la molécula. Cuando se cambia el campo, las moléculas más grandes tardan más en reorientarse, por lo que es posible discriminar entre las cadenas largas que no pueden alcanzar su velocidad de estado estacionario de las cortas que viajan la mayor parte del tiempo a velocidad estacionaria. Sin embargo, también existen otros modelos.
La microscopía de fluorescencia en tiempo real de las moléculas teñidas mostró una dinámica más sutil durante la electroforesis, en la que el ADN mostraba una elasticidad considerable al estirarse alternativamente en la dirección del campo aplicado y luego contraerse en forma de bola, o engancharse en forma de U al quedar atrapado en las fibras de polímero. Esta observación puede denominarse el modelo de la "oruga". Otro modelo propone que el ADN se enreda con la matriz polimérica, y cuanto mayor es la molécula, más probable es que se enrede y se impida su movimiento.

## Visualización

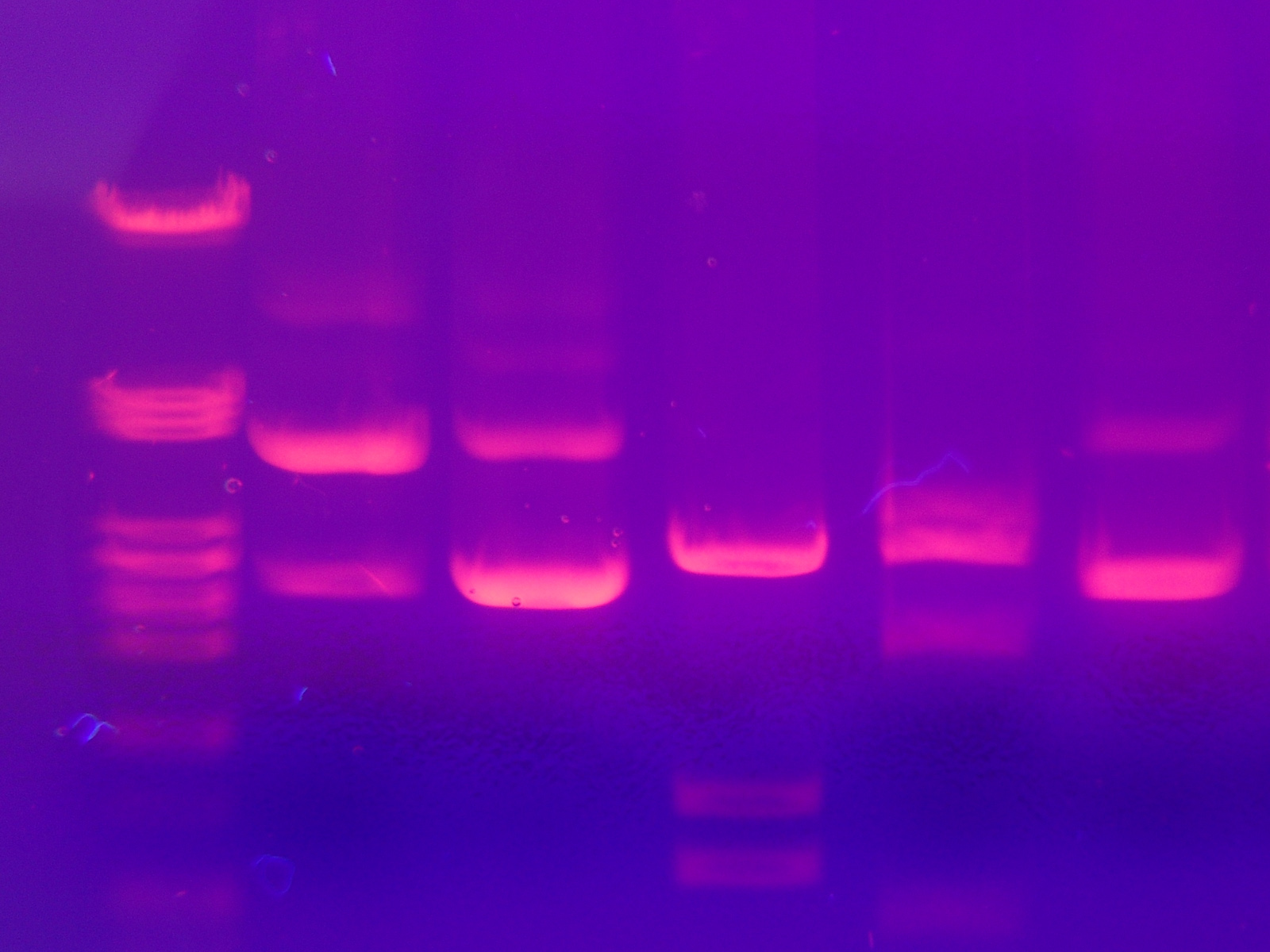
Electroforesis de ADN en gel

El colorante más utilizado para hacer visibles las bandas de ADN o ARN en la electroforesis en gel de agarosa es el bromuro de etidio, normalmente abreviado como EtBr. Fluoresce bajo la luz UV cuando se intercala en el surco principal del ADN (o ARN). Al pasar ADN por un gel tratado con EtBr y visualizarlo con luz UV, cualquier banda que contenga más de ~20  nanogramos (ng) de ADN se hace claramente visible. El EtBr es un mutágeno conocido, y existen alternativas más seguras, como el GelRed, producido por Biotium, que se une al surco menor.
SYBR Green I es otra tinción de dsADN, producida por Invitrogen. Es más caro, pero 25 veces más sensible y posiblemente más seguro que el EtBr, aunque no hay datos sobre su mutagenicidad o toxicidad en humanos.
SYBR Safe es una variante de SYBR Green que ha demostrado tener unos niveles de mutagenicidad y toxicidad lo suficientemente bajos como para ser considerado un residuo no peligroso según la normativa federal de EE.UU. Tiene unos niveles de sensibilidad similares a los del EtBr, pero, al igual que SYBR Green, es significativamente más caro. Sin embargo, en los países en los que la eliminación segura de residuos peligrosos es obligatoria, los costes de eliminación del EtBr pueden superar fácilmente la diferencia de precio inicial.
Dado que el ADN teñido con EtBr no es visible a la luz natural, los científicos mezclan el ADN con tampones de carga cargados negativamente antes de añadir la mezcla al gel. Los tampones de carga son útiles porque son visibles a la luz natural (a diferencia de la luz UV para el ADN teñido con EtBr) y se sedimentan conjuntamente con el ADN (lo que significa que se mueven a la misma velocidad que el ADN de una longitud determinada). El xilenocianol y el azul de bromofenol son colorantes comunes que se encuentran en los tampones de carga; se desplazan aproximadamente a la misma velocidad que los fragmentos de ADN de 5000 pb (base pair) y 300 pb de longitud respectivamente, pero la posición precisa varía con el porcentaje del gel. Otros marcadores de progreso utilizados con menos frecuencia son el Rojo Cresol y el Naranja G, que corren a unos 125 pb y 50 pb, respectivamente.
La visualización también puede lograrse transfiriendo el ADN después de SDS-PAGE a una membrana de nitrocelulosa seguida de la exposición a una sonda de hibridación. Este proceso se denomina Southern blotting.
En el caso de los colorantes fluorescentes, tras la electroforesis el gel se ilumina con una lámpara ultravioleta (normalmente colocándolo en una caja de luz, mientras se utiliza equipo de protección para limitar la exposición a la radiación ultravioleta). La mayoría de las veces, el aparato iluminador también contiene un aparato de captura de imágenes que toma una imagen del gel, tras la iluminación con radiación ultravioleta. El bromuro de etidio presenta una fluorescencia naranja rojiza en presencia de ADN, ya que se ha intercalado con el ADN. La banda de ADN también puede cortarse del gel y disolverse para recuperar el ADN purificado. A continuación, el gel puede fotografiarse normalmente con una cámara digital o polaroid. Aunque el ácido nucleico teñido presenta una fluorescencia rojo-anaranjada, las imágenes suelen mostrarse en blanco y negro (véanse las figuras). Los daños causados por los rayos UV en la muestra de ADN pueden reducir la eficacia de la manipulación posterior de la muestra, como la ligadura y la clonación. Las radiaciones UV de longitud de onda más corta (302 o 312 nanómetros  nm) causan mayores daños; por ejemplo, una exposición de tan sólo 45 segundos puede reducir significativamente la eficacia de la transformación. Por lo tanto, si el ADN se va a utilizar para procedimientos posteriores, se debe limitar la exposición a radiaciones UV de longitud de onda más corta y, en su lugar, utilizar radiaciones UV de mayor longitud de onda (365 nm), que causan menos daños. Sin embargo, las radiaciones de mayor longitud de onda producen una fluorescencia más débil, por lo que si es necesario capturar la imagen del gel, se puede utilizar una luz UV de longitud de onda más corta durante poco tiempo. La adición de citidina o guanosina al tampón de electroforesis a una concentración de 1 mM puede proteger el ADN de los daños.Como alternativa, puede utilizarse una fuente de excitación de luz azul con una tinción excitable en azul como SYBR Green o GelGreen.
En la investigación sobre electroforesis en gel se suelen utilizar herramientas de análisis de imágenes basadas en software, como ImageJ.
| 1 | 2 | 3 |
| - | - | - |
|   |   |   |